# تیبو پینو
تیبو پینو (فرانسوی: Thibaut Pinot‎؛ زادهٔ ۲۹ مهٔ ۱۹۹۰) یک دوچرخه‌سوار اهل فرانسه است.
از افتخارات وی میتوان به کسب مدال برنز تور دو فرانس ۲۰۱۴ اشاره کرد.

## نگارخانه

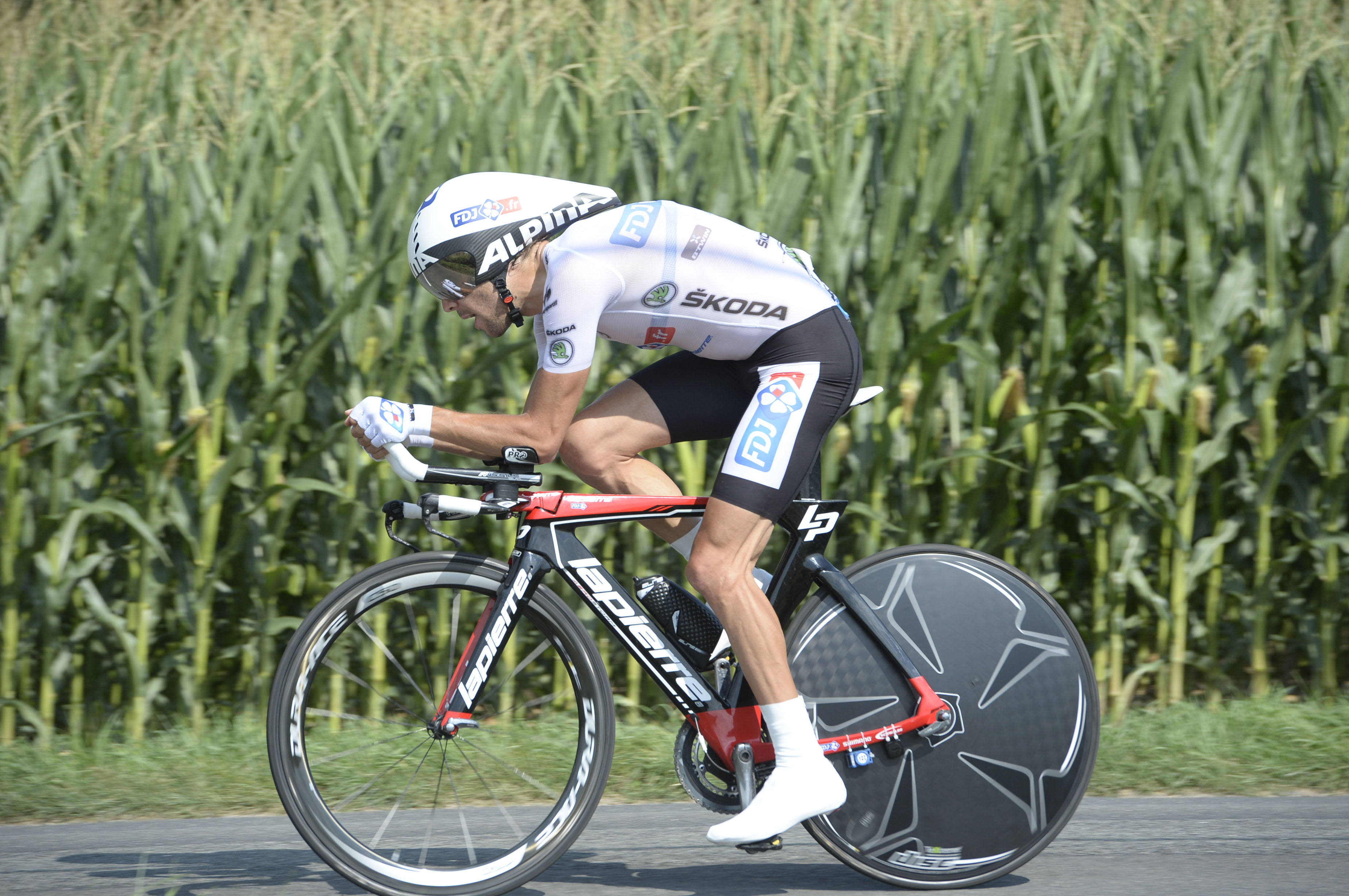
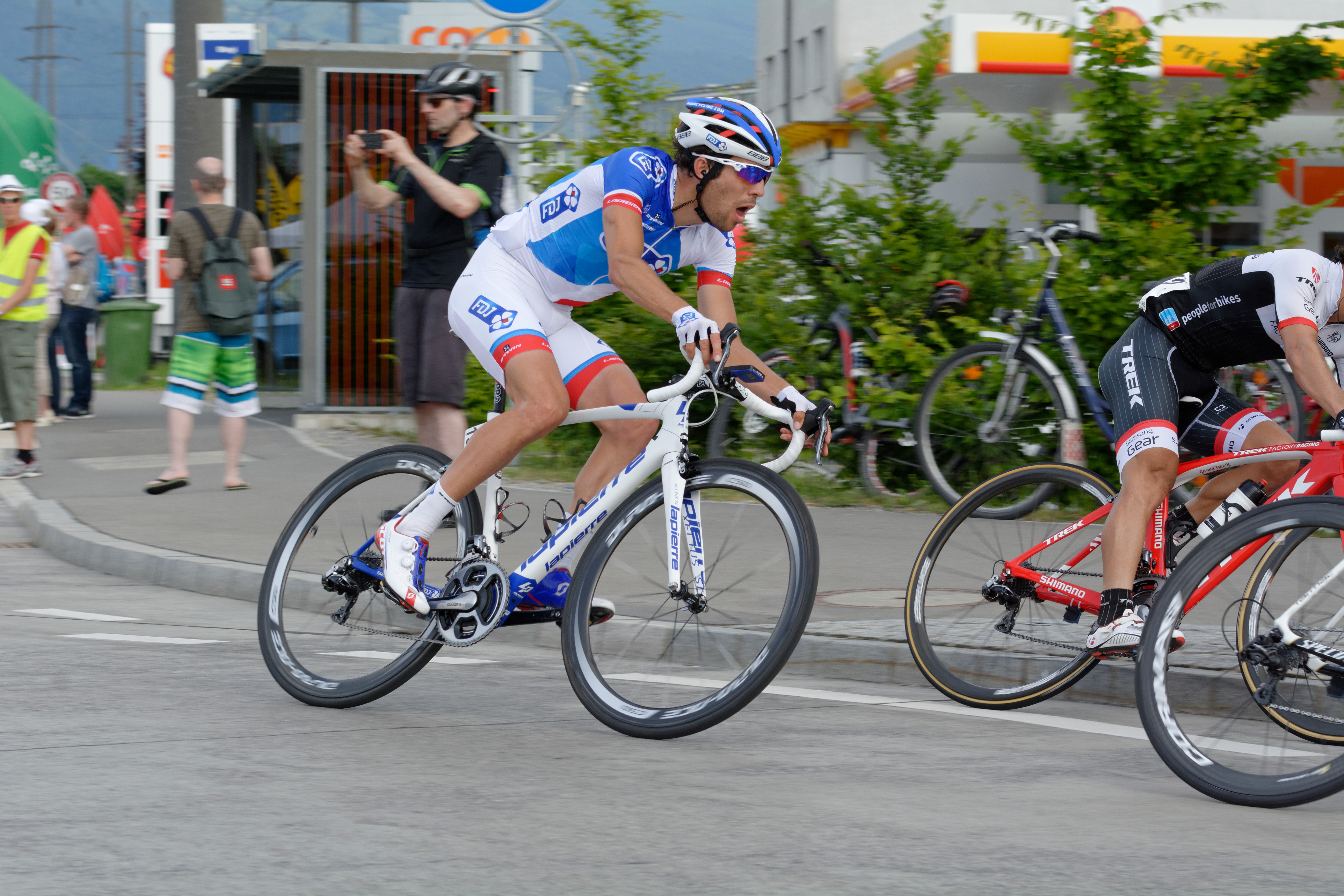